# Versonnex (Haute-Savoie)
Pour les articles homonymes, voir Versonnex.
Versonnex est une commune française située dans le département de la Haute-Savoie, en région Auvergne-Rhône-Alpes. Elle fait partie du pays de l'Albanais et du canton de Rumilly.

## Géographie
Située à 20 km à l'ouest d'Annecy et à 60 km au sud de Genève, la commune de Versonnex bénéficie d'une situation privilégiée et de points de vue magnifiques sur le mont Blanc, le Semnoz, le Clergeon et les Bauges aux contreforts de la montagne des Princes.

## Urbanisme

### Typologie
Au 1er janvier 2024, Versonnex est catégorisée commune rurale à habitat dispersé, selon la nouvelle grille communale de densité à sept niveaux définie par l'Insee en 2022.
Elle est située hors unité urbaine. Par ailleurs la commune fait partie de l'aire d'attraction d'Annecy, dont elle est une commune de la couronne,. Cette aire, qui regroupe 79 communes, est catégorisée dans les aires de 200 000 à moins de 700 000 habitants,.

### Occupation des sols
L'occupation des sols de la commune, telle qu'elle ressort de la base de données européenne d’occupation biophysique des sols Corine Land Cover (CLC), est marquée par l'importance des territoires agricoles (73,6 % en 2018), en diminution par rapport à 1990 (78,5 %). La répartition détaillée en 2018 est la suivante : 
terres arables (62,3 %), forêts (19,5 %), zones agricoles hétérogènes (11,3 %), zones urbanisées (6,9 %).
L'IGN met par ailleurs à disposition un outil en ligne permettant de comparer l’évolution dans le temps de l’occupation des sols de la commune (ou de territoires à des échelles différentes). Plusieurs époques sont accessibles sous forme de cartes ou photos aériennes : la carte de Cassini (XVIIIe siècle), la carte d'état-major (1820-1866) et la période actuelle (1950 à aujourd'hui).

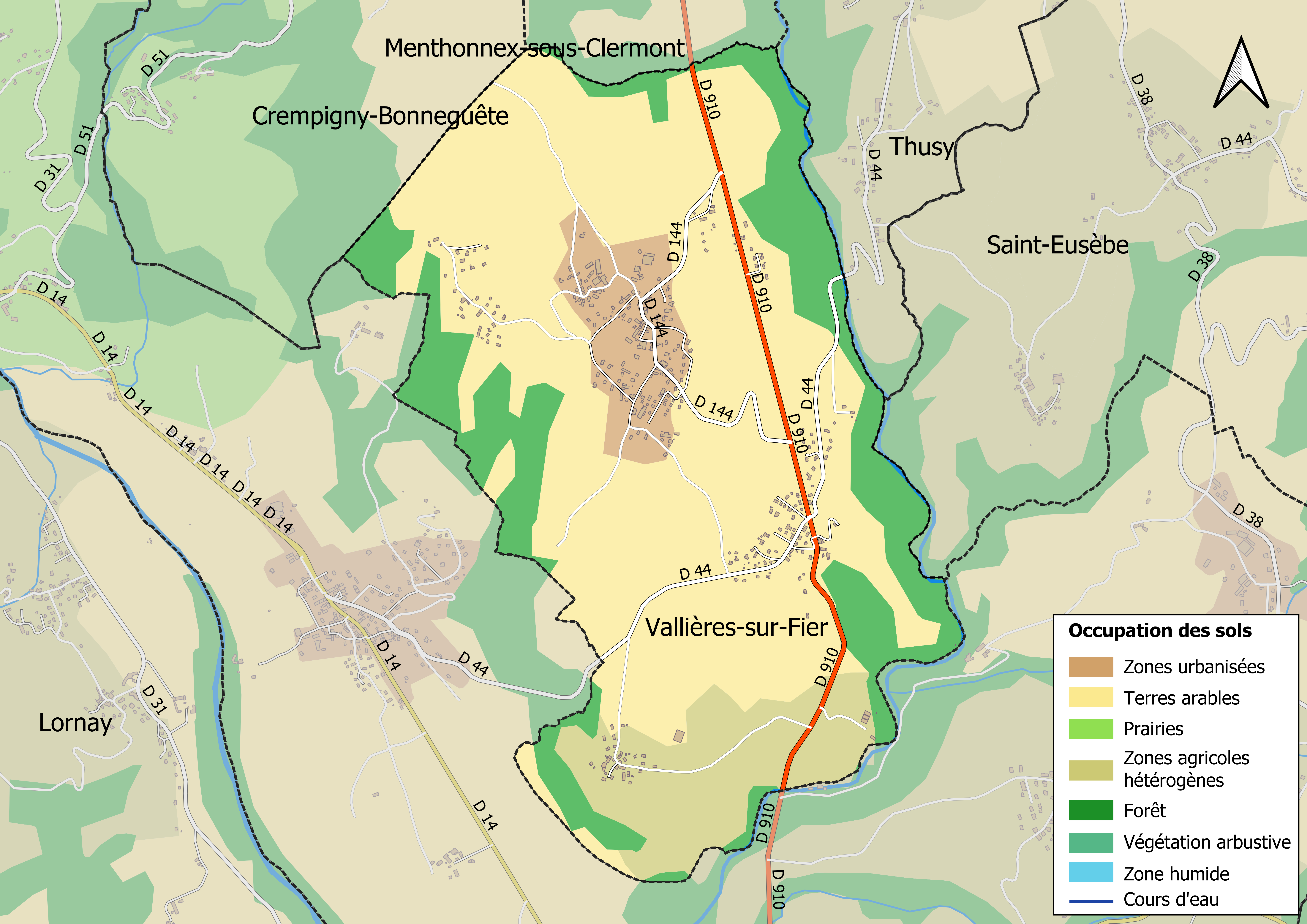
Carte des infrastructures et de l'occupation des sols en 2018 (CLC) de la commune.
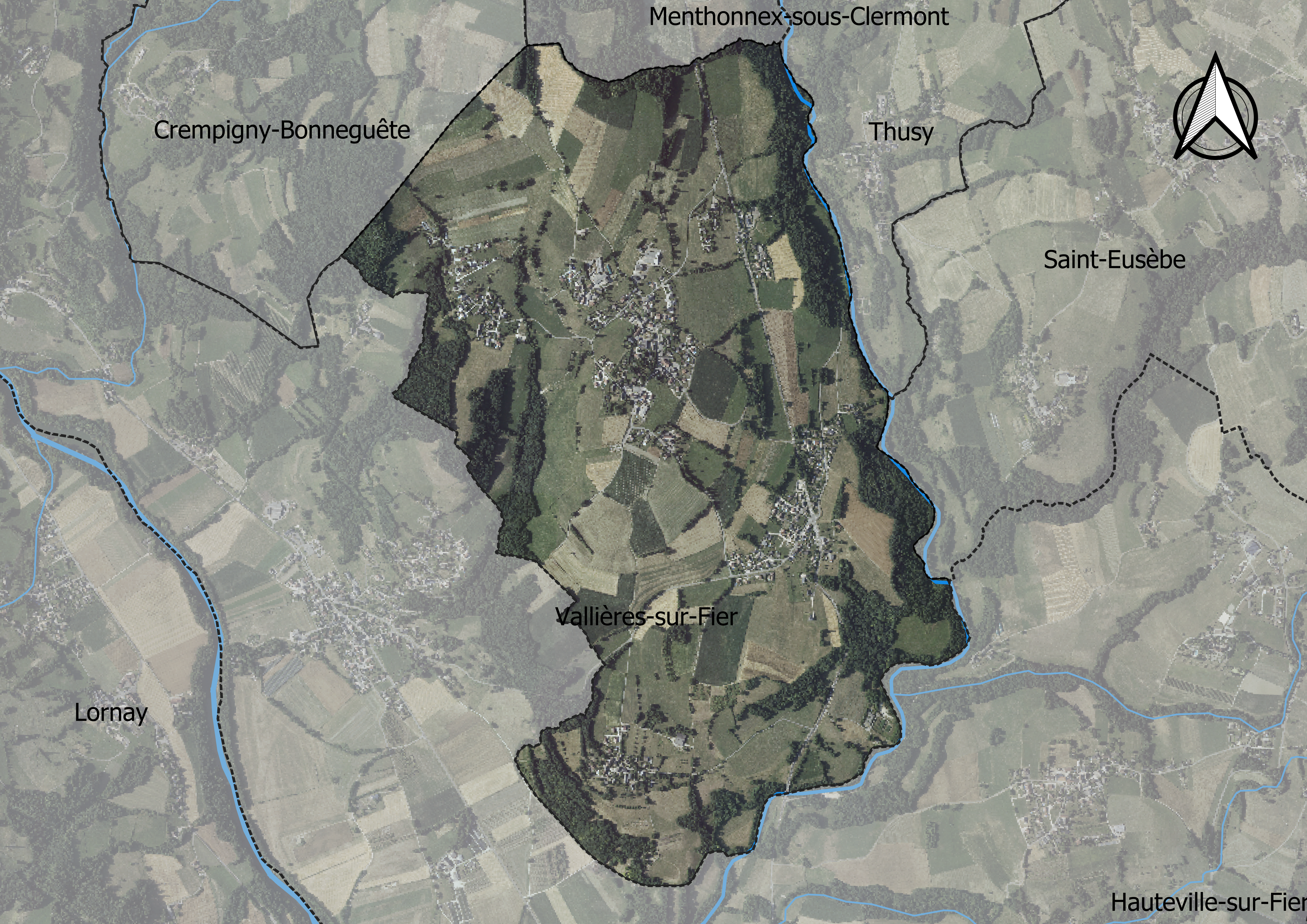
Carte orthophotogrammétrique de la commune.

## Toponymie
En francoprovençal, le nom de la commune s'écrit Varzné (graphie de Conflans) ou Vèrzenèx (ORB).

## Histoire
L'histoire médiévale de Versonnex est liée à celle des barons de Crête implantés depuis au moins 1319 dans le château de Crête au nord-ouest de la commune.

## Politique et administration
| Période                                  | Période   | Identité                  | Étiquette | Qualité |
| ---------------------------------------- | --------- | ------------------------- | --------- | ------- |
| mars 1953                                | mars 1991 | Edmond Bosson (1920-1991) | ...       | ...     |
| mars 1991                                | mars 2001 | Michel Dufrêne            | ...       | ...     |
| Mars 2001                                | Mars 2014 | Hélène Buvat              | ...       | ...     |
| Mars 2014                                | En cours  | Marie-Pierre Givel        | ...       | ...     |
| Les données manquantes sont à compléter. |           |                           |           |         |

Elle fait partie de la communauté de communes Rumilly Terre de Savoie.

## Démographie
L'évolution du nombre d'habitants est connue à travers les recensements de la population effectués dans la commune depuis 1793. Pour les communes de moins de 10 000 habitants, une enquête de recensement portant sur toute la population est réalisée tous les cinq ans, les populations de référence des années intermédiaires étant quant à elles estimées par interpolation ou extrapolation. Pour la commune, le premier recensement exhaustif entrant dans le cadre du nouveau dispositif a été réalisé en 2008.

En 2022, la commune comptait 678 habitants, en évolution de +11,33 % par rapport à 2016 (Haute-Savoie : +6,01 %, France hors Mayotte : +2,11 %).
| 1793 | 1800 | 1806 | 1822 | 1838 | 1848 | 1858 | 1861 | 1866 |
| ---- | ---- | ---- | ---- | ---- | ---- | ---- | ---- | ---- |
| 271  | 266  | 328  | 396  | 432  | 482  | 449  | 442  | 426  |

| 1872 | 1876 | 1881 | 1886 | 1891 | 1896 | 1901 | 1906 | 1911 |
| ---- | ---- | ---- | ---- | ---- | ---- | ---- | ---- | ---- |
| 417  | 407  | 413  | 399  | 404  | 406  | 363  | 348  | 326  |

| 1921 | 1926 | 1931 | 1936 | 1946 | 1954 | 1962 | 1968 | 1975 |
| ---- | ---- | ---- | ---- | ---- | ---- | ---- | ---- | ---- |
| 264  | 250  | 233  | 225  | 213  | 190  | 148  | 140  | 146  |

| 1982 | 1990 | 1999 | 2006 | 2008 | 2013 | 2018 | 2022 | - |
| ---- | ---- | ---- | ---- | ---- | ---- | ---- | ---- | - |
| 236  | 227  | 313  | 450  | 489  | 594  | 615  | 678  | - |

## Économie
Commune à dominante rurale, l'agriculture est la première activité économique, avec notamment la production laitière. De nombreux artisans participent également à la vie locale. Par contre,
de nouveaux  logements vont être construits.

## Culture et patrimoine

### Lieux et monuments
- Église Saint-Pierre, de style roman. Une chapelle attenante, ancienne chapelle des barons de Crête, date du XIVe siècle.
- Ruines du château de Crête : mentionné en 1319, le château était flanqué de quatre tours dont deux subsistent en partie. Il a appartenu successivement aux seigneurs d'Hauteville, de la Chambre, de Sion, de Monfort et de Chabod[11].